# Lista över författarskulpturer i Sverige

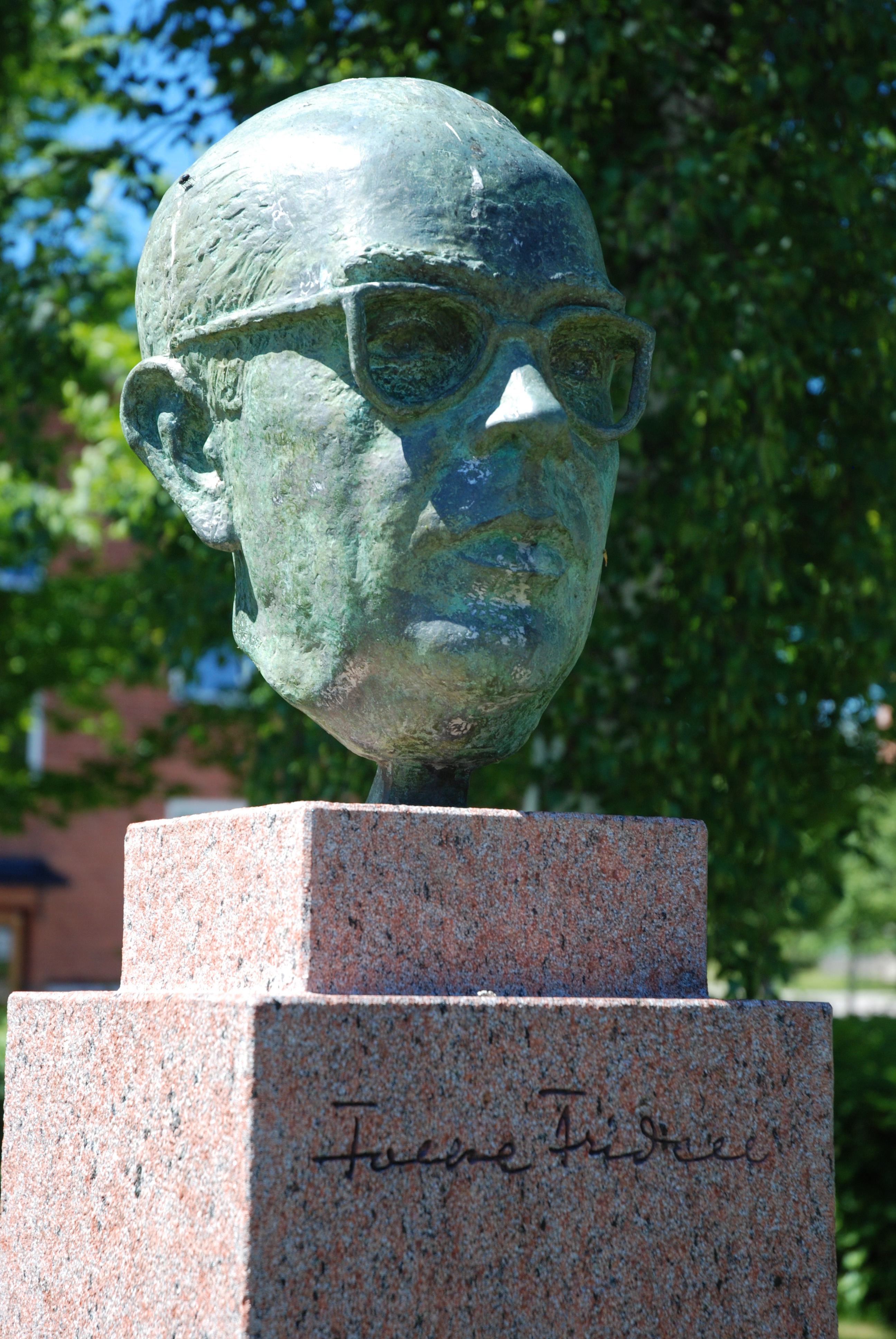
Folke Fridell av Maire Männik, utanför huvudbiblioteket i Ljungby

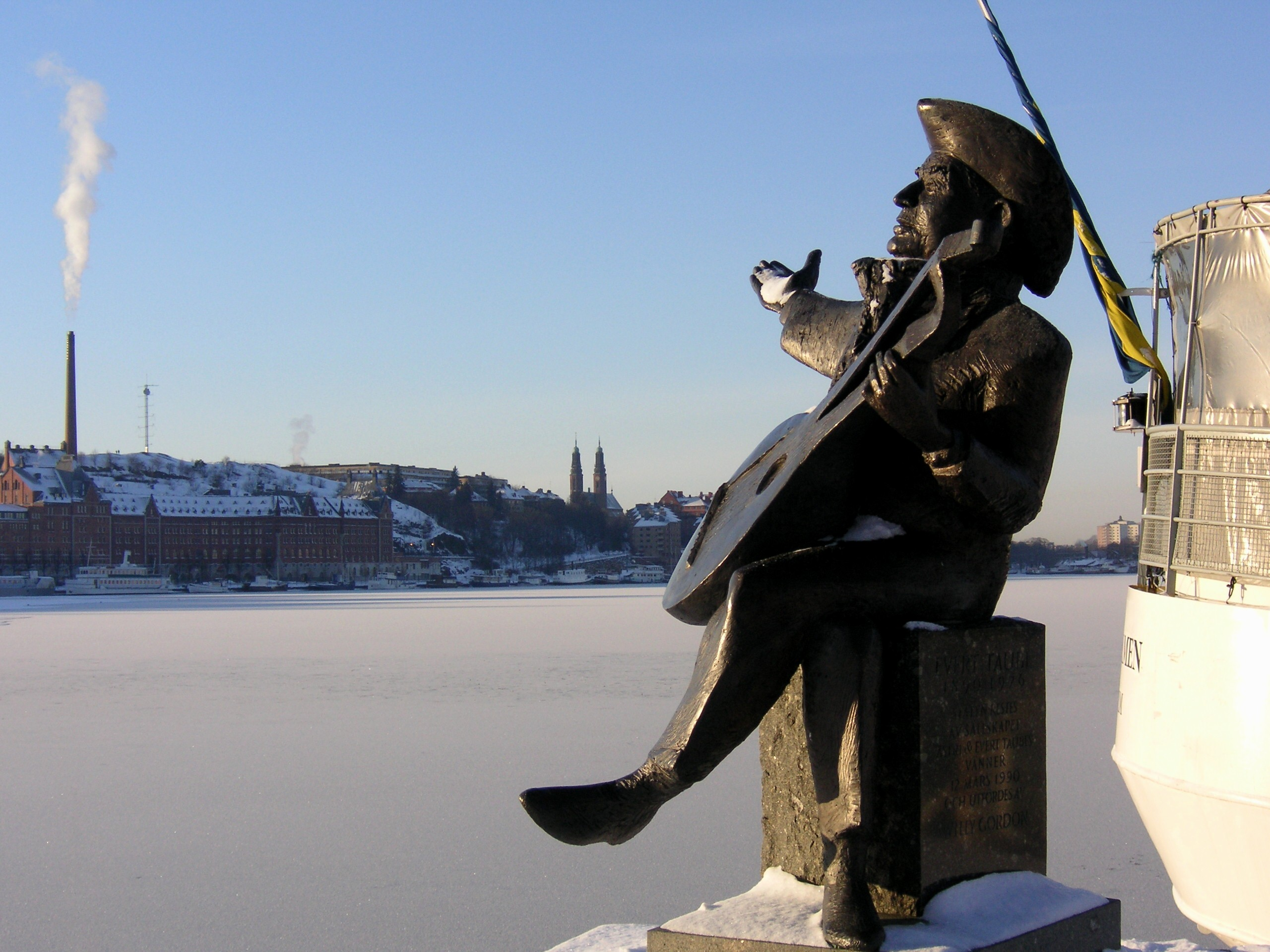
Evert Taube av Willy Gordon, på Riddarholmen i Stockholm

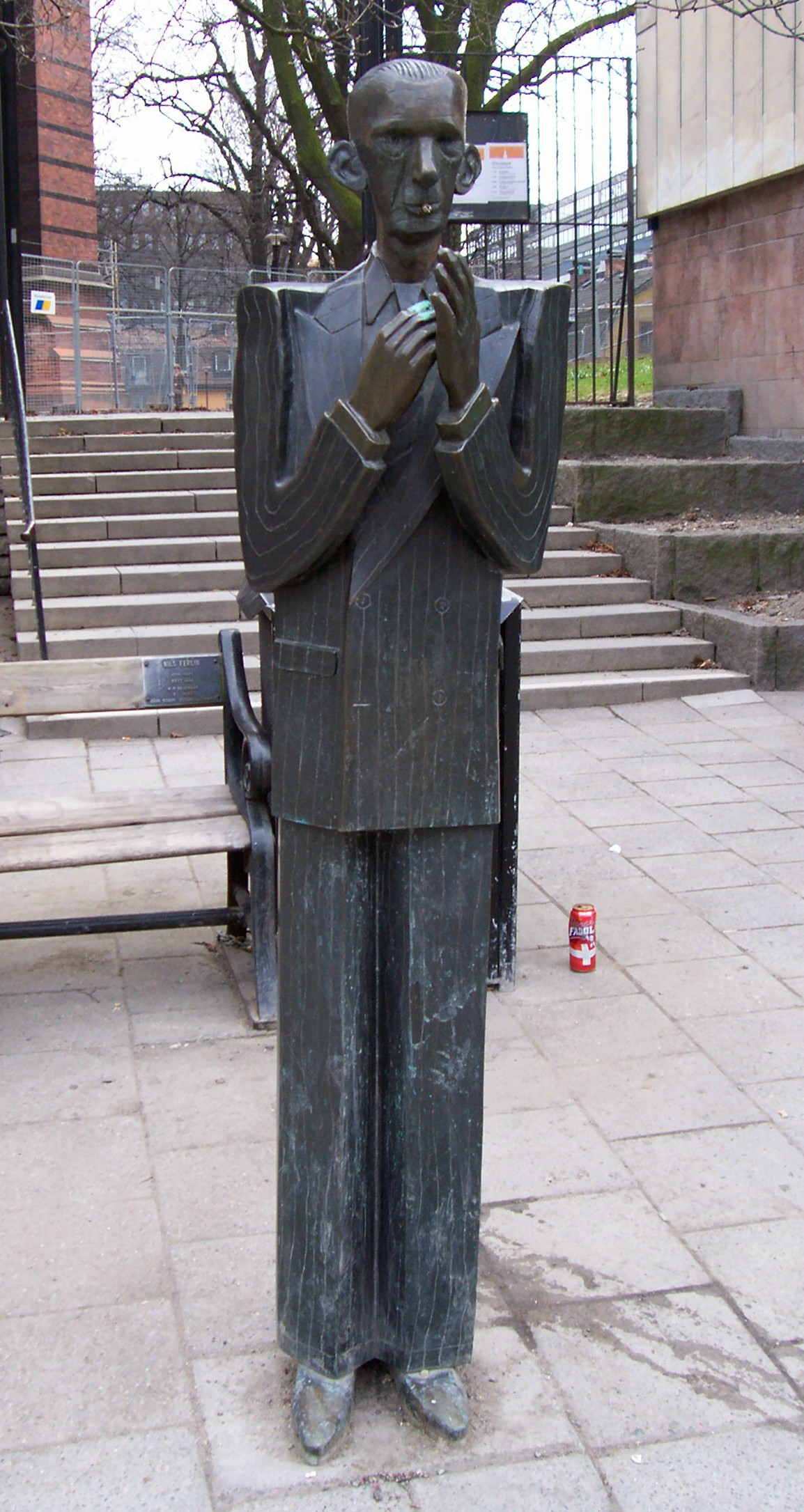
Nils Ferlin av K.G. Bejemark, Klarabergsgatan i Stockholm

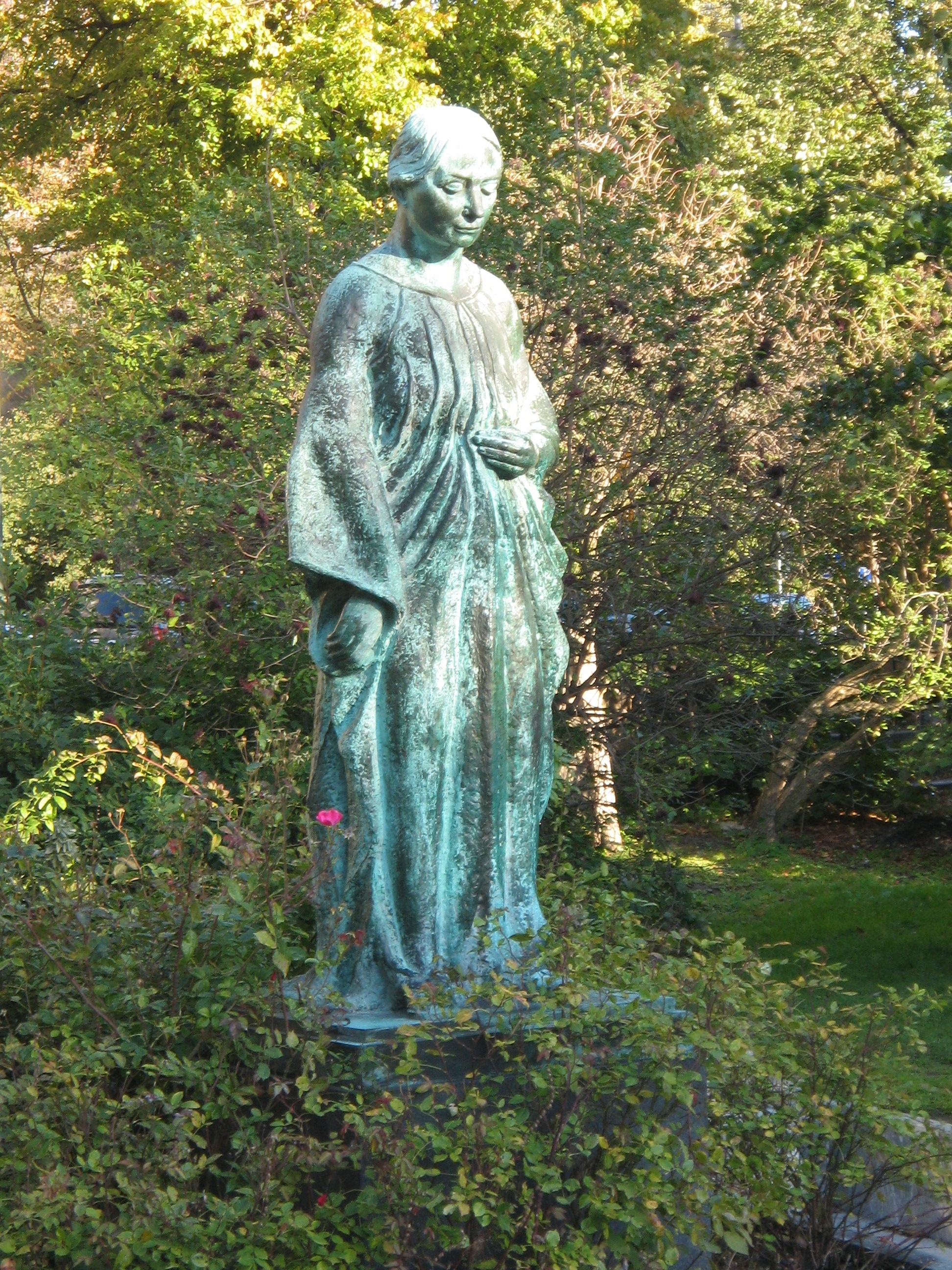
Ellen Key av Sigrid Fridman, i Ellen Keys park i Stockholm

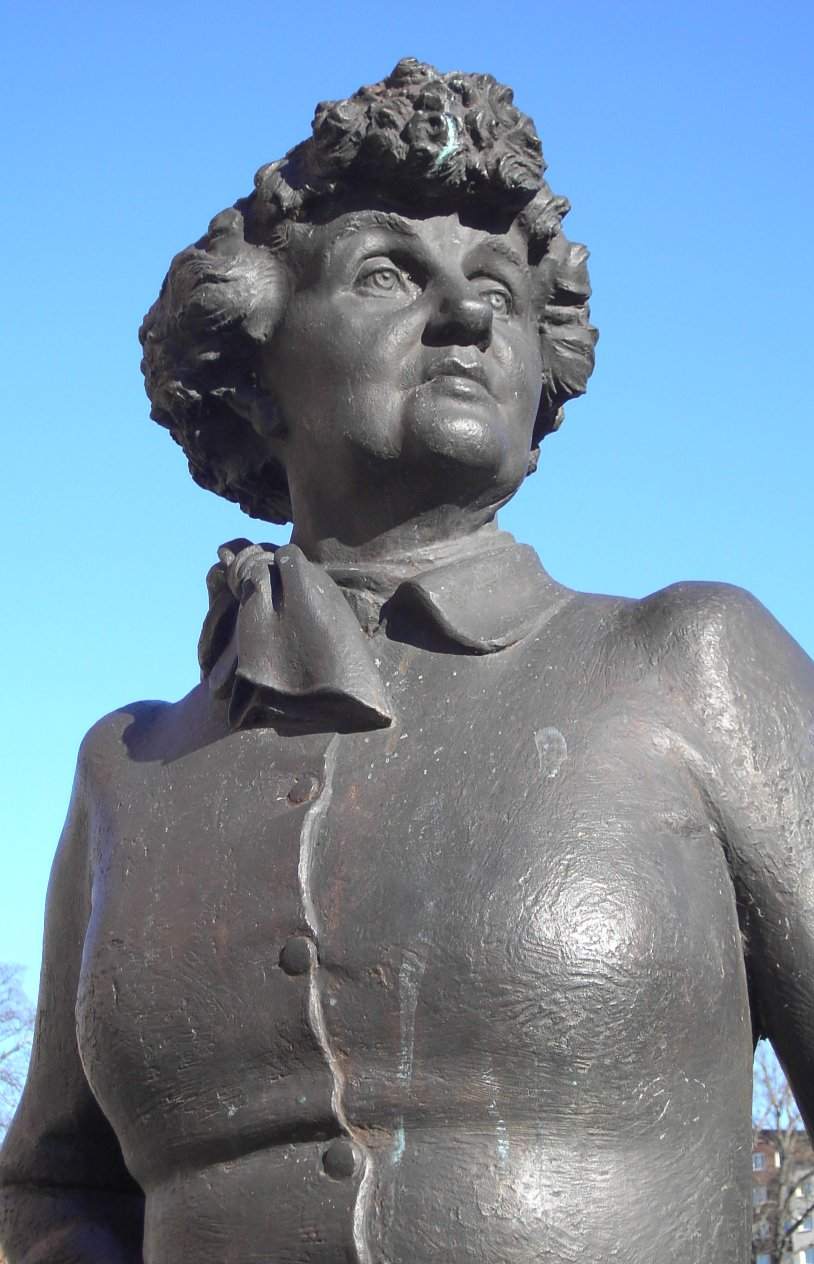
Moa Martinson av Peter Linde, på Grytstorget i Norrköping

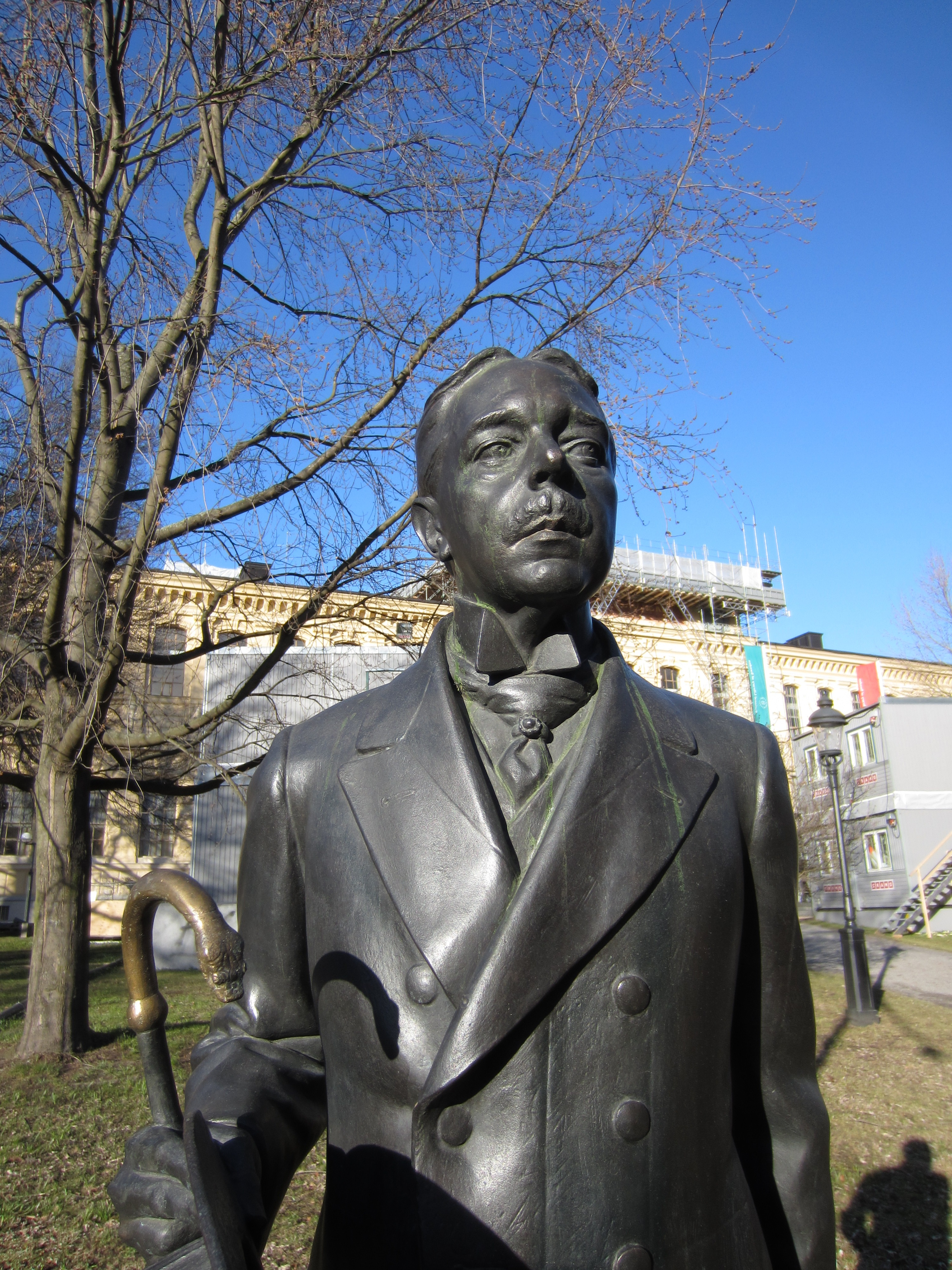
Hjalmar Söderberg av Peter Linde framför Kungliga biblioteket i Humlegården, Stockholm.

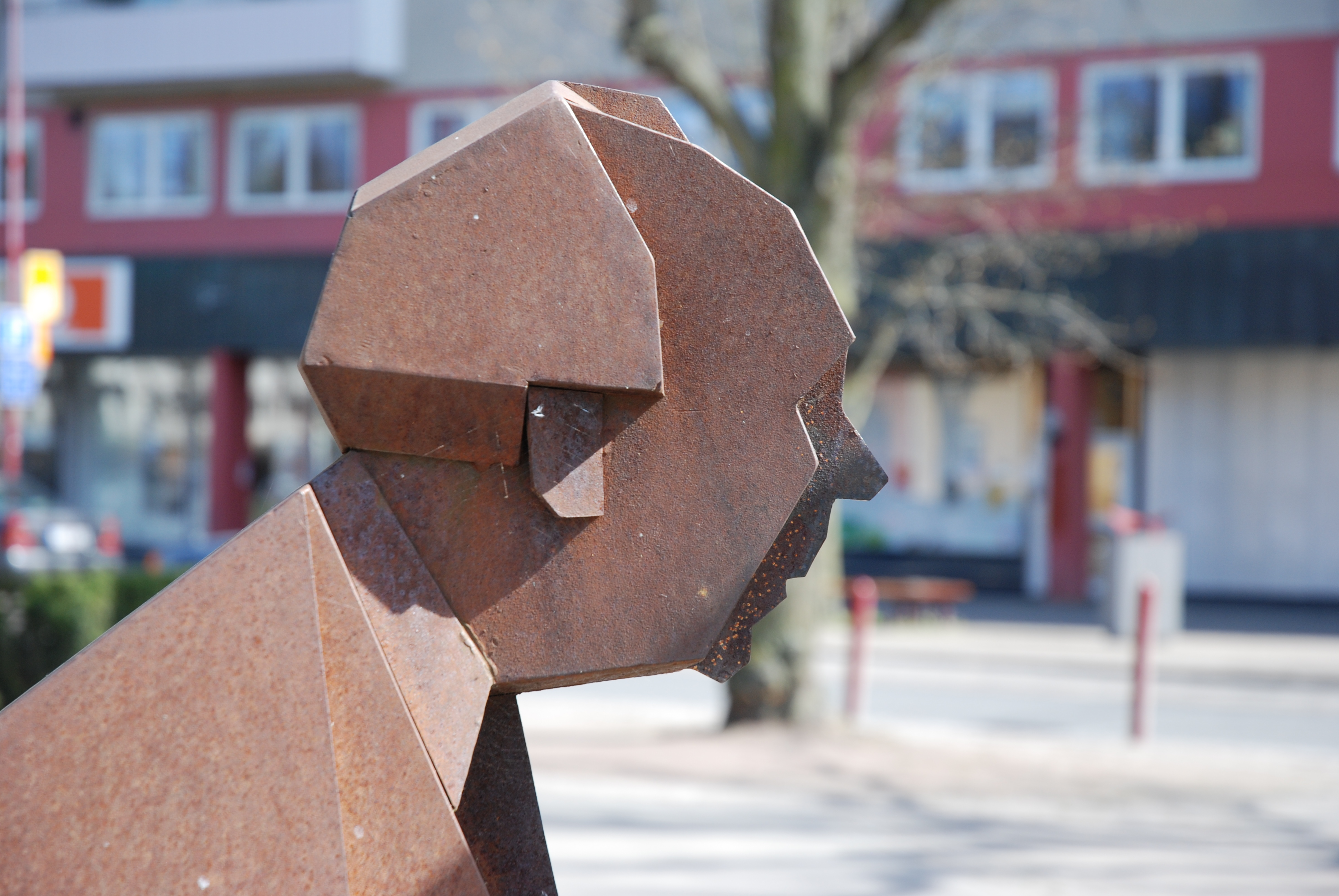
Alf Henrikson av Thomas Qvarsebo, på Esplanaden i Huskvarna

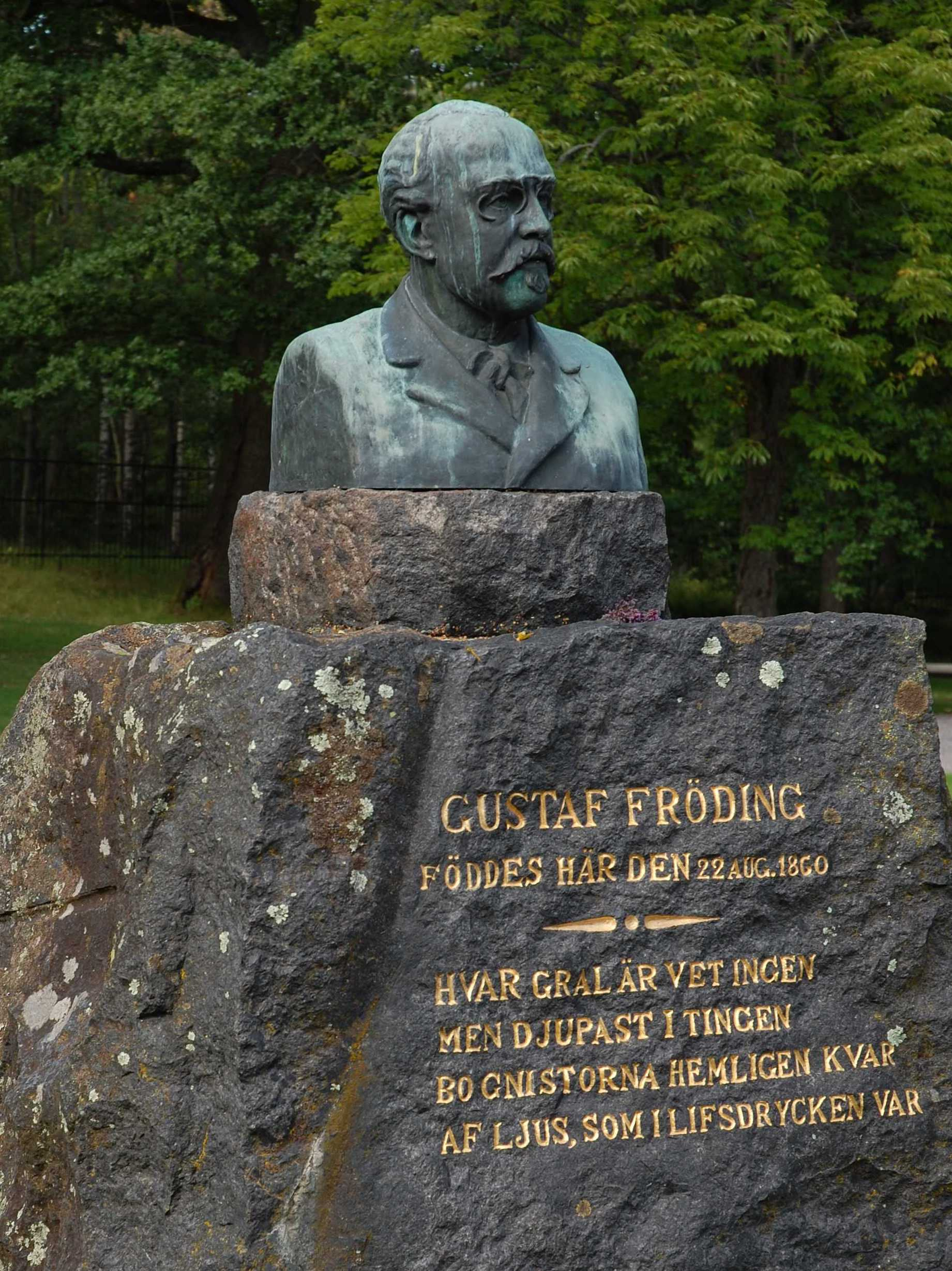
Gustaf Fröding, vid Alsters herrgård

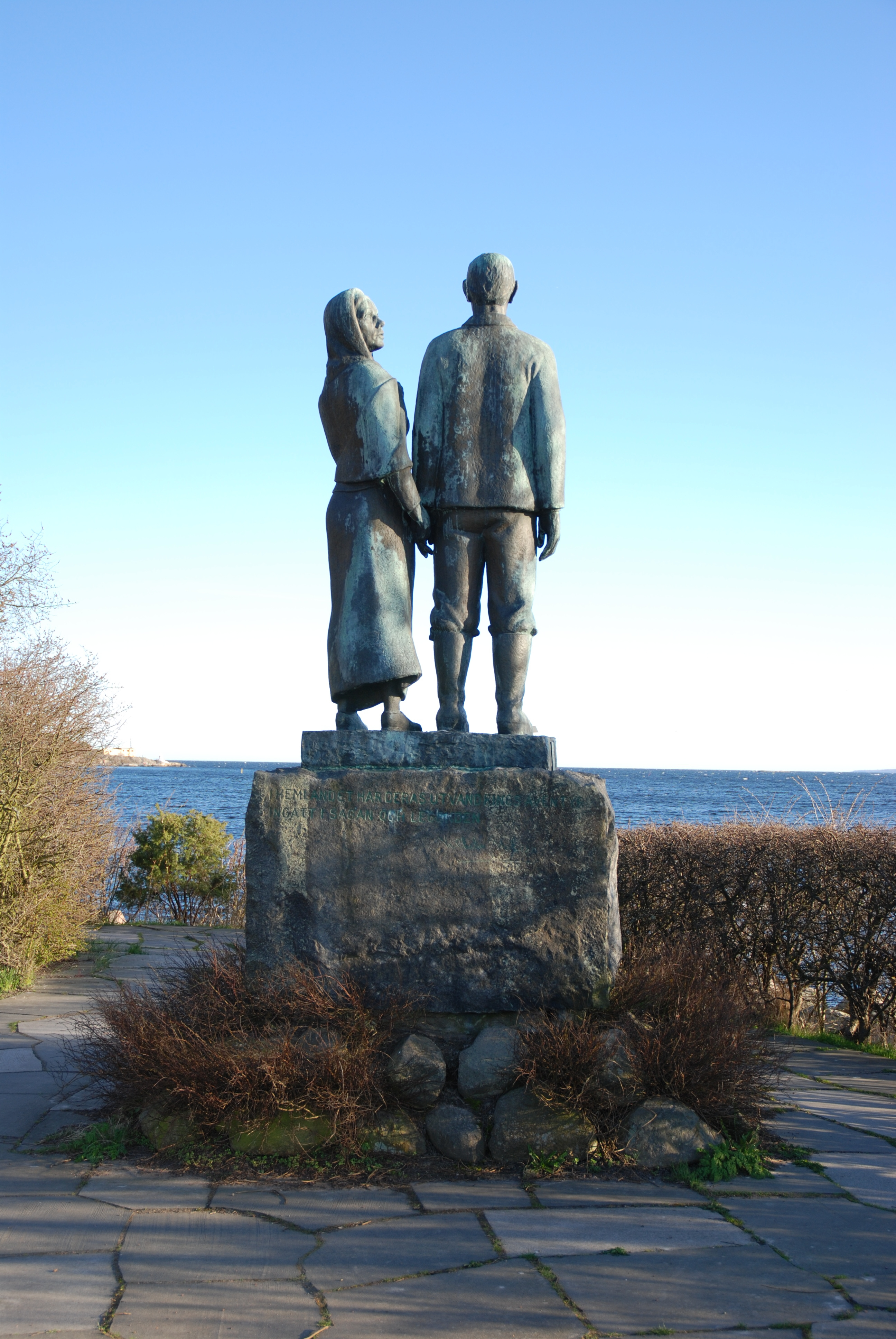
Vilhelm Moberg, Utvandrarmonument av Axel Olsson, i Karlshamn

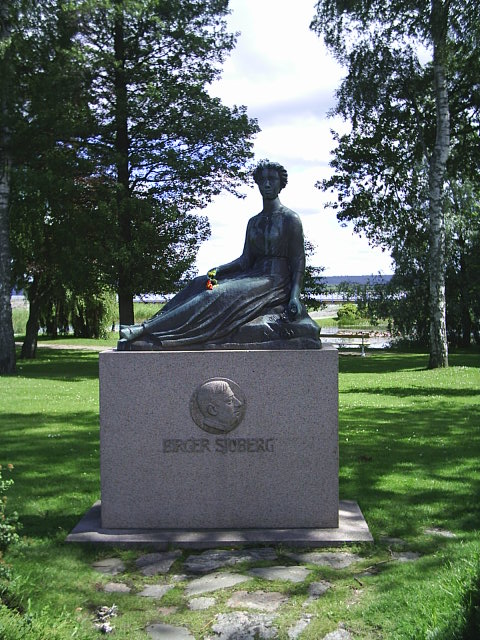
Birger Sjöbergs Frida av Axel Wallenberg, i Skräckleparken i Vänersborg

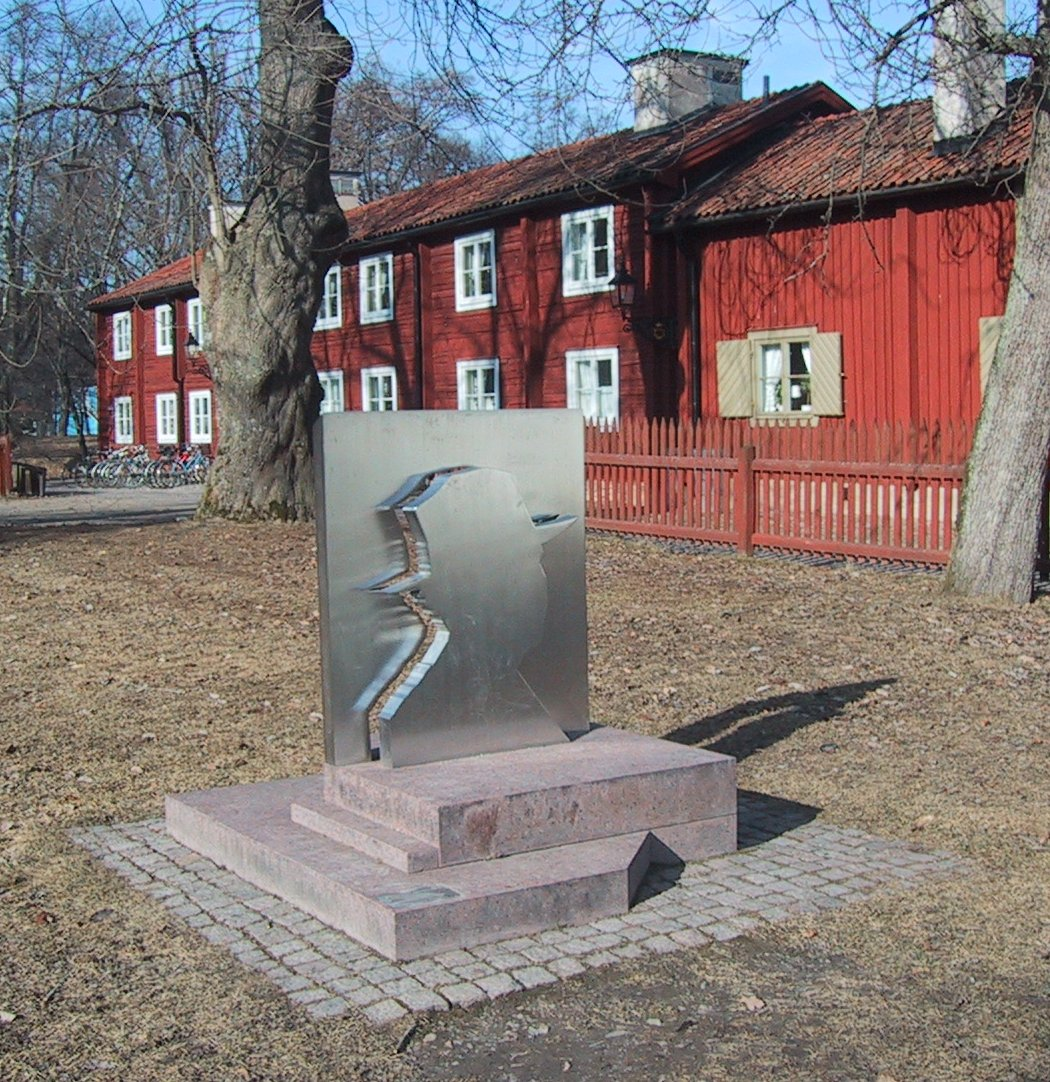
Hjalmar Bergman, i Wadköping i Örebro

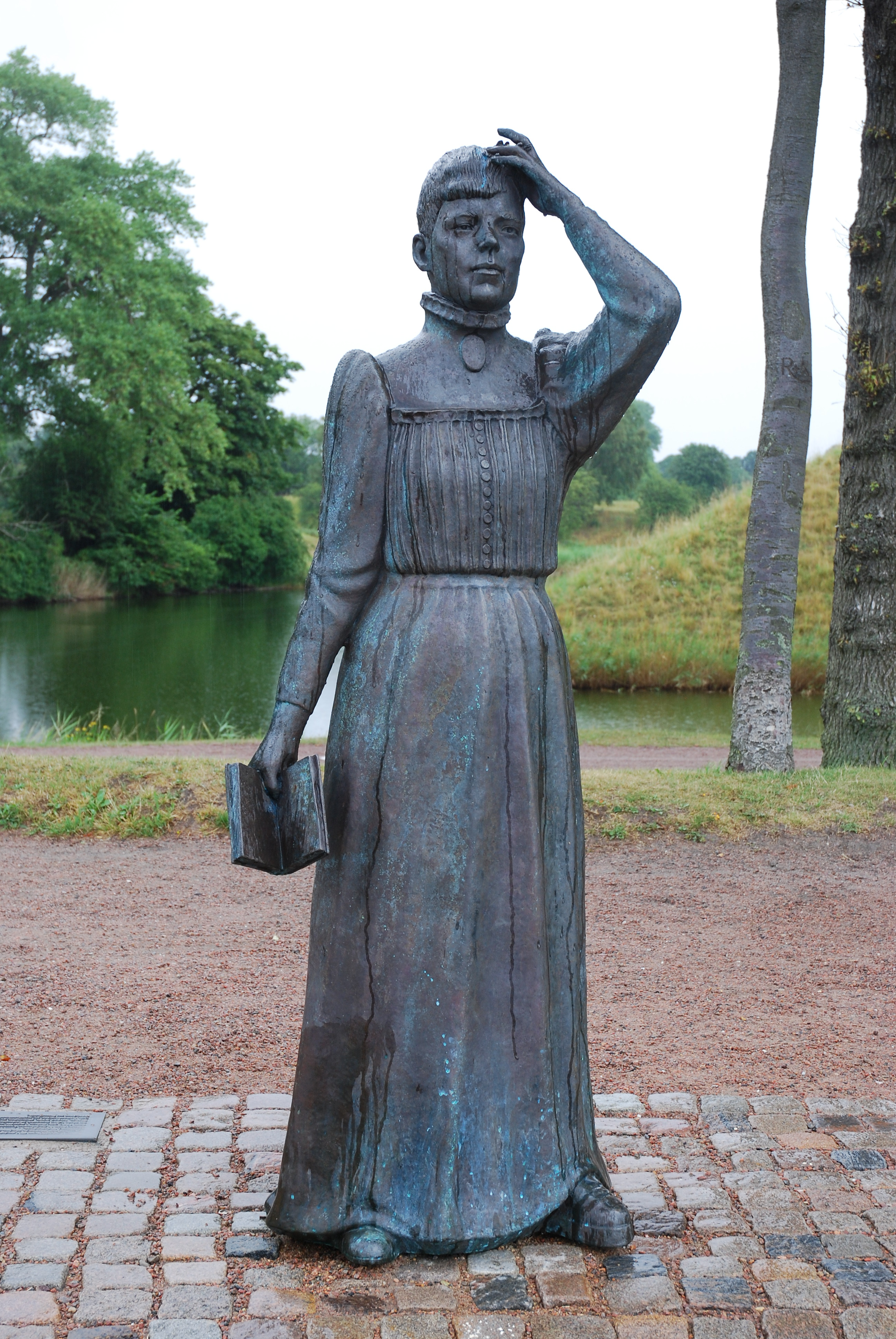
Selma Lagerlöf av Jonas Högstrom på Nordkap i Landskrona

Lista över författarskulpturer i Sverige är en ofullständig lista över skulpturporträtt av författare, minnesmärken över författare och skulpturer inspirerade av svenska litterära verk.

## Avesta
- Erik Axel Karlfeldt av Arvid Backlund, Karlfeldtsgården

## Enköping
- Jan Fridegård av Rune Rydelius, Fridegårdsparken, Västra Ringgatan

## Eslöv
- Harry Martinson - Rymdskeppet Aniara landar på Sallerupsskolans gård av Edvin Öhrström

## Filipstad
- Nils Ferlin av K.G. Bejemark, Stora Torget 1975

## Grebbestad
- Evert Taube av Willy Gordon

## Göteborg
- Dan Andersson av Britt-Marie Jern, Järntorget, Göteborg
- Karin Boye av Peter Linde, utanför stadsbiblioteket 1987 (variant av skulpturen i Huddinge)
- Evert Taube av Eino Hanski, Jussi Björlings Plats vid Göteborgsoperan 1996
- Evert Taube av Graham Stacy, Taubegatan i Majorna 1990
- Viktor Rydberg av Ninnan Santesson Viktor Rydbergsgatan/Geijersgatan 1930
- Karl Gerhard av Carina Ari, Lorensbergsparken 1968

## Huddinge
- Karin Boye av Peter Linde, Paradistorget

## Huskvarna
- Alf Henrikson - Vägen genom A av Thomas Qvarsebo

## Hällefors
- Gustaf Fröding av Carl Eldh (samma som i Rottneros)
- Nils Ferlin av K G Bejemark, kvarteret Traspen,  Bergslagsvägen

## Hörby
- Victoria Benedictsson av Jonas Fröding, Ernst Ahlgrensparken 1938

## Jönköping
- Viktor Rydberg - Harpolekaren och hans son av Stig Blomberg

## Kalmar
- Erik Johan Stagnelius av Knut Jern - utanför entrén till stadsbiblioteket, 1923

## Karlstad
- Ferlin steppar av Thomas Qvarsebo, Stora Torget 2002
- Gustaf Fröding av Erik Rafael-Rådberg, Museiparken 1948
- Gustaf Fröding av Herman Reijers, Västra Torggatan 1996
- Gustaf Fröding Alsters herrgård
- Selma Lagerlöf av Arvid Backlund, Västra bron mittemot Teatern 1958

## Karlshamn
- Vilhelm Moberg - Utvandrarna av Axel Olsson, hamnen (1971)

## Landskrona
- Selma Lagerlöf av Jonas Högström, Nordkap 2009

## Linköping
- Tage Danielsson av K.G. Bejemark, Tage Danielssons plats, Vasavägen 1987

## Ludvika
- Dan Andersson av Thomas Qvarsebo, Stadshuset, Dan Anderssons gata 1997

## Lund
- Esaias Tegnér av Carl Gustaf Qvarnström, Tegnérplatsen 1853

## Nacka

### Saltsjöbaden
- Selma Lagerlöf - Den store vhide av Edvin Öhrström

## Nora
- Maria Lang av Rune Johansson, Strandpromenaden

## Norrköping
- Moa Martinson av Peter Linde, Grytstorget 1994

## Norrtälje
- Nils Ferlin av Konrad Nyström,  Ferlins gränd

## Olofsström
- Harry Martinson - Vägskäl av Börje Berglund, framför Folkets Hus 2010 [1]

### Jämshög
Sven Edvin Salje - Förspel av Börje Berglund, parken i Jämshög 2010

## Simrishamn

### Kivik
Fritiof Nilsson Piraten av Göran Hazelius

## Sollentuna
- Harry Martinson - Minam och Mimaroben av Björn Selder, Aniaraplatsen

## Solna
- Astrid Lindgren, utanför Astrid Lindgrens barnsjukhus (?)
- Astrid Lindgren av Hertha Hillfon, Filmstaden 2003
- Artur Lundkvist, Artur Lundkvists park, Filmstaden
- Johan Olof Wallin, utanför prästgården i Solna kyrkby

## Stockholm
- Hasse Alfredson - Humor av K.G. Bejemark 1970 (tidigare Berzelii park, i förvaring]
- Carl Michael Bellman - Bellmansbysten av Johan Niclas Byström, Bellmansro på Djurgården 1829
- Carl Michael Bellman - Bellman med luta av Alfred Nyström, Hasselbacken 1872
- Carl Michael Bellman av Johan Tobias Sergel, Bellmanskällevägen 11 i Mälarhöjden 1928
- August Blanche av Aron Sandberg, Karlavägen 79, 1918
- Fredrika Bremer av Sigrid Fridman, Humlegården 1927
- Gunnar Ekelöf - Non Serviam av Ernst Nordin, Malmskillnadsgatan 1980
- Nils Ferlin av K G Bejemark, Ferlins torg vid Klarabergsgatan, 1982
- Nils Ferlin av K G Bejemark, minnesplakett på Röstrandsgatan 40
- Anders Fryxell av Walter Runeberg, Humlegården vid Kungliga Biblioteket 1910
- Ellen Key av Sigrid Fridman, Ellen Keys park 1953
- Selma Lagerlöf - Smärtans kristall av Willy Gordon, Forshagagatan/Molkomsbacken i Farsta 2001
- Selma Lagerlöf - Den store vhide av Edvin Öhrström, Västertorps skulpturpark
- Astrid Lindgren - Poesi och förtrollning av Majalisa Alexandersson, Tegnérlunden 1996
- Astrid Lindgren, Junibacken på Djurgården
- Ivar Lo-Johansson av Nils Möllerberg, Ivar Los park 1991
- Ruben Nilsson av Bitte Jonason Åkerlund, Örby slottspark
- August Strindberg av Carl Eldh 1942
- August Strindberg - Den unge Strindberg i skärgården av Carl Eldh, Bellevueparken 1968
- August Strindberg - Mäster Olof-sviten av Bror Marklund, Minnebergparken 1990
- August Strindberg - Strindbergscitat av Ingrid Falk och Gustavo Aguerre, Drottninggatan 1967-85
- August Strindberg - Den unge Strindberg av Carl Eldh, Mosebacke Terrass 1975
- Emanuel Swedenborg av Gustaf Nordahl 1964, Mariatorget 1973
- Hjalmar Söderberg av Peter Linde, Humlegården vid Kungliga Biblioteket, (invigningsdatum 11 september 2010)
- Evert Taube av Willy Gordon, Evert Taubes terrass, Riddarholmen 1990
- Evert Taube av K.G. Bejemark, Järntorget 1985
- Esaias Tegnér - Solsångaren, minne över Esais Tegnér, Strömparterren 1926

## Sunne
- Selma Lagerlöf, Lagerlöfsparken

### Rottneros skulpturpark
- Selma Lagerlöf av Arvid Backlund
- Selma Lagerlöf av Astri Taube
- Gustaf Fröding av Carl Eldh

## Uppsala
- Erik Gustaf Geijer av John Börjeson, Universitetsparken 1888

## Vagnhärad
- Sven Delblanc - skulptur inspirerad av boken 'Åminne av Jim Axén, Hedebytorget

## Vimmerby
- Astrid Lindgren av Marie-Louise Ekman, torget 2007

## Vänersborg
- Birger Sjöberg - Birger Söbergs Frida av Axel Wallenberg, Skräckleparken

## Växjö
- Esaias Tegnér av Arvid Källström, Växjö katedralskola 1926
- Vilhelm Moberg av Stefan Igelström, Utvandrarnas hus 2007

## Örebro
- Hjalmar Bergman, Wadköping
- Harald Forss av Karin Ward